# Draconarius argenteus
Draconarius argenteus là một loài nhện trong họ Amaurobiidae.
Loài này thuộc chi Draconarius. Draconarius argenteus được miêu tả năm 1990 bởi Jia-Fu Wang et al..